# Robert Nouzaret
Robert Nouzaret (ur. 29 września 1943 w Marsylii) – francuski piłkarz i trener. Selekcjoner reprezentacji Demokratycznej Republiki Konga.

## Sukcesy jako piłkarz
- Puchar Francji w 1967 (z Olympique Lyon)

## Sukcesy jako trener
- Mistrz Ligue 2 w 1987 (z AS Saint-Étienne)
- Wicemistrz Ligue 2 w 1992 (z Montpellier HSC)
- Finał Pucharu Francji w 1992 (z Montpellier HSC) i w 2002 (z SC Bastia)